# Лактионова, Анастасия Валерьевна
Анастасия Валерьевна Лактионова (19 января 2005) — российская тяжёлоатлетка. Бронзовый призёр чемпионата России 2025 года в категории до 71 кг. Мастер спорта России.

## Биография
Родилась 19 января 2005 года. Спортивную карьеру в тяжёлой атлетике начала в Омской области у тренера Евгения Ивановича Кузнецова. Окончила обучение в Любинской средней общеобразовательной школе № 1. Продолжила тренироваться в ГБУ ДО ФСо «Юность Москва».
26 июля 2022 года спортсменке присвоено звание «Мастер спорта России».
На Кубке России 2025 года стала бронзовым призёром в категории до 71 кг.
В августе 2025 года на чемпионате России в Санкт-Петербурге, Анастасия завоевала бронзовую медаль в категории до 71 кг с результатом 205 кг по сумме двоеборья. В отдельных упражнениях также была третьей значительно уступив именитой чемпионки Зарине Гусаловой.

## Основные результаты
| Год  | Соревнования     | Место проведения | Весовая категория | Рывок, кг | Толчок, кг | Сумма, кг | Место |
| ---- | ---------------- | ---------------- | ----------------- | --------- | ---------- | --------- | ----- |
| 2025 | Чемпионат России | Санкт-Петербург  | до 71 кг          | 90        | 115        | 205       | 3     |